# Meistriliiga (Eishockey) 2012/13
Die Saison 2012/13 war die 23. Spielzeit der Meistriliiga, der höchsten estnischen Eishockeyspielklasse. Meister wurde Tallinn Viiking Sport.

## Modus
In der Hauptrunde absolvierten die fünf Mannschaften jeweils 16 Spiele. Die vier bestplatzierten Mannschaften qualifizierten sich für die Playoffs, in denen der Meister ausgespielt wurde. Für einen Sieg nach regulärer Spielzeit erhielt jede Mannschaft drei Punkte, für einen Sieg nach Overtime zwei Punkte, bei einer Niederlage nach Overtime gab es ein Punkt und bei einer Niederlage nach regulärer Spielzeit null Punkte.

## Hauptrunde
|    | Klub                      | Sp | S  | OTS | OTN | N  | Tore   | Punkte |
| -- | ------------------------- | -- | -- | --- | --- | -- | ------ | ------ |
| 1. | Tallinn Viiking Sport     | 16 | 12 | 1   | 1   | 2  | 126:42 | 39     |
| 2. | Narva PSK                 | 16 | 11 | 0   | 0   | 5  | 92:79  | 33     |
| 3. | Tartu Kalev-Välk          | 16 | 9  | 1   | 1   | 5  | 90:63  | 30     |
| 4. | Tallinn HC Panter Purikad | 16 | 5  | 0   | 0   | 11 | 95:80  | 15     |
| 5. | Kohtla-Järve Viru Sputnik | 16 | 0  | 0   | 0   | 16 | 45:184 | 0      |

Sp = Spiele, S = Siege, U = Unentschieden, N = Niederlagen, OTS = Overtime-Siege, OTN = Overtime-Niederlage

## Playoffs

### Halbfinale
- Tallinn Viiking Sport – Tallinn HC Panter Purikad 3:0 (15:3, 7:1, 5:3)
- Narva PSK – Tartu Kalev-Välk 1:3 (3:8, 3:7, 5:4, 3:9)

### Spiel um Platz 3
- Narva PSK – Tallinn HC Panter Purikad 7:4

### Finale
- Tallinn Viiking Sport – Tartu Kalev-Välk 3:1 (3:2, 0:2, 4:3, 4:3)